# Ematurga pseudoclathrata
Ematurga pseudoclathrata là một loài bướm đêm trong họ Geometridae.